# Theater Hof 88
Theater Hof 88 is een theater en filmhuis met 166 zitplaatsen, concertzaal met 220 zitplaatsen en huis voor de amateurkunst, gesitueerd in de Nederlandse stad Almelo. Het is gevestigd in het voormalige Sint Elizabeth Ziekenhuis.
Theater Hof 88 is opgericht in 1988 nadat in de jaren ’80 de resultaten van schouwburg ‘De Hagen’ nogal te wensen overliet. De gemeente Almelo verkocht de schouwburg aan het Van der Valk-concern en deze werd omgebouwd tot het Theaterhotel Almelo. Daarmee verdween de kleine zaal, die gebruikt werd voor kleinere professionele theaterproducties en amateurverenigingen. Deze functie werd overgenomen door Theater Hof 88: een repetitie- en uitvoeringslocatie voor de veelal Almelose amateurkunstgezelschappen waarbij al snel een kleinschalige professionele theaterprogrammering uit particulier initiatief ontstond. 
Tegenwoordig zijn in Theater Hof 88 ieder seizoen meer dan 120 voorstellingen te bekijken, waaronder cabaret, toneel, dans, muziek en musicals, alsook voorstellingen en concerten van amateurkunstgezelschappen en kunsteducatievoorstellingen voor het basisonderwijs. Het Filmhuis Almelo vertoont wekelijks filmhuisfilms in de theaterzaal en de Stichting Kamermuziek Almelo programmeert ieder seizoen acht tot tien klassieke kamermuziekconcerten in de Kapelzaal. 
De theaterprogrammering wordt met het Theaterhotel afgestemd om voorstellingen tot hun recht te laten komen.
Per 1 maart 2014 is de verantwoordelijkheid voor de exploitatie van Theater Hof 88 overgenomen door de Stichting Openbare Bibliotheek Almelo. Tot dan toe, was Theater Hof 88 een onderdeel van de gemeentelijke organisatie van de gemeente Almelo. De bibliotheek en het theater zijn nu ondergebracht in één stichting.
Ter gelegenheid van de 60e verjaardag van Herman Finkers, werd op 12 december 2014 de theaterzaal omgedoopt tot Herman Finkers zaal.

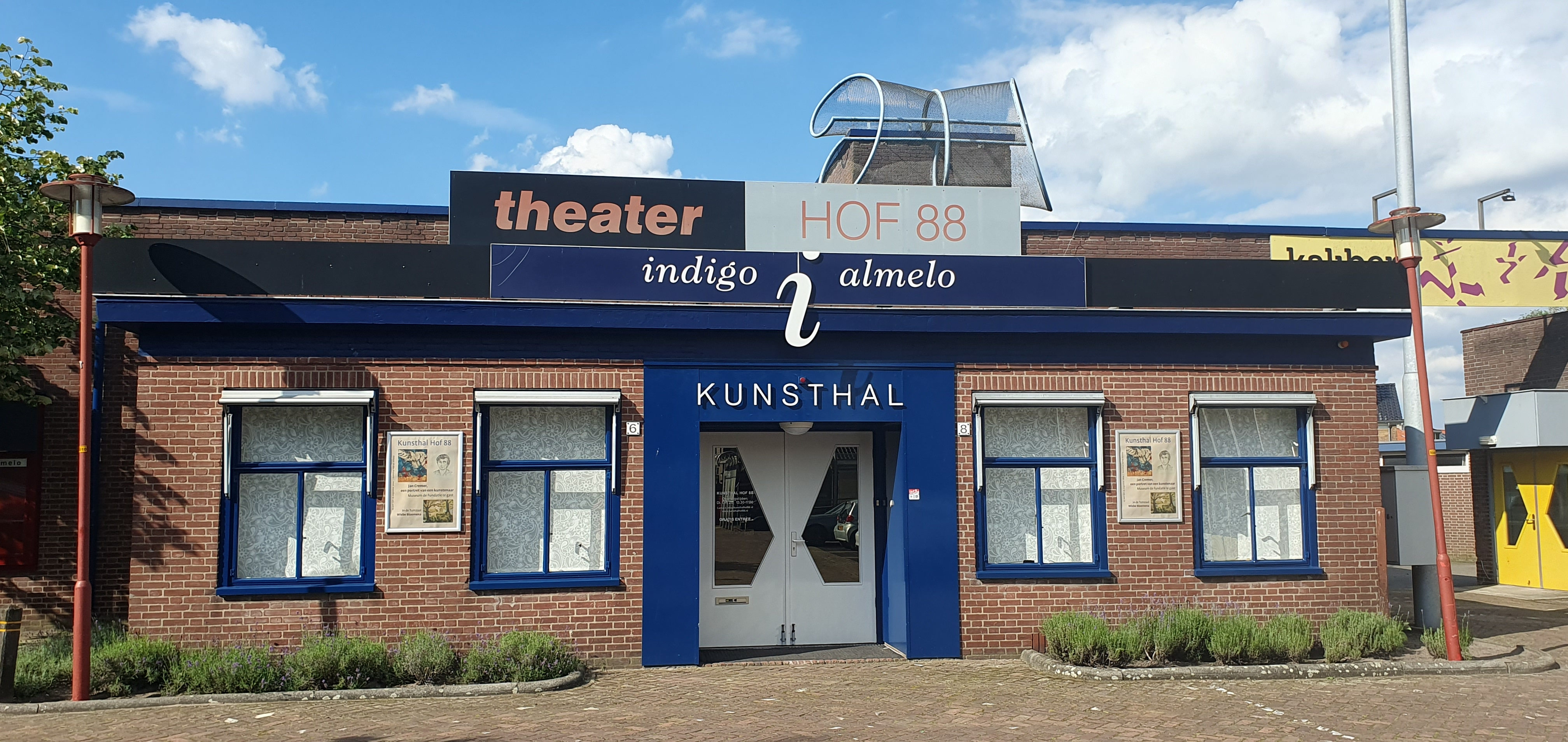